# Adasi
Adasi (Adāsi, w transliteracji z pisma klinowego zapisywane ma-da-si, znaczenie imienia nieznane) – wczesny, słabo znany król Asyrii (koniec XVIII w. p.n.e.), wymieniany w  Asyryjskiej liście królów i Synchronistycznej liście królów. Był jednym z siedmiu samozwańczych królów, którzy walczyli ze sobą o pełnię władzy w Asyrii w okresie zamętu i wojen domowych, jaki nastąpił po upadku amoryckiej dynastii Szamszi-Adada I. Sytuacja polityczna w państwie ustabilizowała się dopiero wraz z objęciem tronu przez króla Bel-bani, syna Adasiego. Panujący tysiąc lat później władcy z dynastii Sargonidów uważali Adasiego za legendarnego protoplastę swego rodu i wymieniali go - jako ojca Bel-baniego - w swych inskrypcjach.
Asyryjska lista królów podaje, że po rządach Szamszi-Adada I (1814-1782 p.n.e.) i jego syna Iszme-Dagana I (1781-1741? p.n.e.) wybuchła w Asyrii wojna domowa, w której walczyło ze sobą o władzę siedmiu samozwańczych królów, nazywanych „synami nikogo”. Adasi miał być jednym z nich:

Aszur-dugul, syn nikogo, bez prawa do tronu, panował 6 lat. Za czasów Aszur-dugula, syna nikogo, Aszur-apla-idi, Nasir-Sin, Sin-namir, Ipqi-Isztar, Adad-salulu (i) Adasi, sześciu królów, synów nikogo, panowało na początku jego krótkich rządów

Zgodnie z tym samym źródłem na tron asyryjski wstąpił następnie Bel-bani, syn Adasiego, który panować miał przez 10 lat. Po nim rządzili kolejno dalsi potomkowie Adasiego, m.in. dwaj jego wnukowie: Libaja i Bazaja.
Adasi wzmiankowany jest również w Synchronistycznej liście królów, dziele wymieniającym w dwóch paralelnych kolumnach imiona królów asyryjskich i babilońskich. Imię współczesnego mu króla babilońskiego nie zachowało się, ale wiadomo, iż musiał być nim któryś z królów z I dynastii z Kraju Nadmorskiego (Damqi-iliszu?), gdyż dalej to samo źródło podaje, iż babilońskim królem współczesnym Bel-baniemu, synowi Adasiego, był Iszkibal z I dynastii z Kraju Nadmorskiego.
Nie są znane żadne inskrypcje Adasiego, ale do króla tego jako do swojego odległego przodka odwoływali się wielokrotnie władcy z dynastii Sargonidów. Asarhaddon ( 681–669 p.n.e.) w swych inskrypcjach nazywa siebie „potomkiem (li-ip-li-pi) Bel-baniego, syna Adasiego, króla Asyrii”, „potomkiem wiecznej (dynastii) Bel-baniego, syna Adasiego, króla Asyrii”, czy też „nasieniem władzy królewskiej (NUMUN LUGAL-u-ti) z wiecznej dynastii Bel-baniego, syna Adasiego, który ustanowił władzę królewską w Asyrii”. Aszurbanipal (669-627? p.n.e.), syn Asarhaddona, mówiąc o Sargonie II (722–705 p.n.e.), swym pradziadzie, nazywa go „ojcem ojca mojego naturalnego ojca, potomkiem Bel-baniego, syna Adasiego (ŠÀ.BAL.BAL mEN-ba-ni DUMU ma-da-si)”. Z kolei Szamasz-szuma-ukin, król Babilonii i brat Aszurbanipala, w swej inskrypcji dotyczącej prac renowacyjnych przy świątyni E-zida w Borsippie nazywa siebie „nasieniem władzy królewskiej (zēr šarrûti) z wiecznej dynastii Bel-baniego, syna Adasiego, latorośli miasta Aszur”.